# Mohsova trdotna lestvica
Mohsovo trdòtno léstvico [mósovo ~ ~] je leta 1812 sestavil nemški geolog in mineralog Friedrich Mohs za merjenje trdote mineralov in umetnih snovi. Sestavil jo je s pomočjo vrste razpoložljivih mineralov, od katerih vsak poznejši razi prejšnjega. Lestvica ni niti linearna niti logaritmična, njene vrednosti pa so brezrazsežna števila. Na primer korund je dvakrat bolj trd kot topaz, diamant pa je skoraj štirikrat bolj trd kot korund.
Absolutna trdota mineralov se meri s sklerometrom. Ena od enot za trdoto v spodnji tabeli je trdota po Vickersu (HV). V preskusu trdote HV v površino preizkušane snovi vtisnemo diamantno konico v obliki piramide (s kotom 136°) s poljubno pritisno silo, ki zavzema vnaprej določene vrednosti (10, 25, 30, 50, 100, 200, 300, 500 in 1000 N). HV se izračunava iz pritisne sile in ploščine vtisnjenega plašča piramide.
| trdota | mineral  | kemijska formula      | absolutna trdota* | realna trdota | učinek*                 |
| ------ | -------- | --------------------- | ----------------- | ------------- | ----------------------- |
| 1      | lojevec  | Mg3Si4O10(OH)2        | 1                 | 0,03          | noht ga zareže          |
| 2      | sadra    | CaSO4·2H2O            | 3                 | 1,24          | noht ga razi            |
| 3      | kalcit   | CaCO3                 | 9                 | 4,50          | bakreni kovanec ga razi |
| 4      | fluorit  | CaF2                  | 21                | 5,00          | žepni nož ga lahko razi |
| 5      | apatit   | Ca5(PO4)3(OH-,Cl-,F-) | 48                | 6,50          | žepni nož ga še razi    |
| 6      | ortoklaz | KAlSi3O8              | 72                | 37            | jeklena konica ga razi  |
| 7      | kremen   | SiO2                  | 100               | 120           | razi steklo             |
| 8      | topaz    | Al2SiO4(OH-,F-)2      | 200               | 175           | reže steklo             |
| 9      | korund   | Al2O3                 | 400               | 1000          | reže steklo             |
| 10     | diamant  | C                     | 1600              | 140.000       | reže steklo             |

- Absolutna trdota nam pove, kolikokrat je mineral bolj trd od drugega (Diamant je 4 krat bolj trd od korunda in 1600 krat bolj trd od lojevca).
- Učinki v tabeli so predstavljeni za pomoč pri določanju trdote s preprostejšimi predmeti v primeru, da nimamo pri roki vseh mineralov lestvice.

Tabelo so dopolnili z dodatnimi snovmi med nivoji.
| trdota | mineral                    |
| ------ | -------------------------- |
| 1      | tekočina                   |
| 2      | sadra                      |
| 3      | kalcit                     |
| 4      | fluorit                    |
| 5      | apatit                     |
| 6      | ortoklaz                   |
| 7      | kremenčevo steklo (čisto)  |
| 8      | kremen                     |
| 9      | topaz                      |
| 10     | granat                     |
| 11     | cirkonijev oksid (staljen) |
| 12     | aluminijev oksid (staljen) |
| 13     | karborund                  |
| 14     | borov karbid               |
| 15     | diamant                    |